# Альмонасід-де-ла-Куба
Альмонасід-де-ла-Куба (ісп. Almonacid de la Cuba) — муніципалітет в Іспанії, у складі автономної спільноти Арагон, у провінції Сарагоса. Населення — 283 особи (2010).
Муніципалітет розташований на відстані близько 260 км на схід від Мадрида, 41 км на південь від Сарагоси.

## Демографія
Динаміка населення (INE ):